# Gamla rådhuset, Skövde
Gamla Rådhuset ligger på Hertig Johans torg mitt i centrala Skövde. Byggnaden byggdes 1776 när Skövde börjat återhämta sig från "stadsbranden" 1759. Men då hade den en mycket enklare stil, sitt nuvarande nygotiska utseende fick byggnaden när den renoverades 1853.
Från början fanns förutom rådsal ett våghus och arrest. På övervåningen låg år 1776 också stadens skola och en bostad för skolläraren här.
I rådhuset har polisen har haft sitt säte och så låg Skövde stadsmuseum här 1946–2003,  numera är Rådhuscafét etablerat i byggnaden.